# Kaempferia gilbertii
Kaempferia gilbertii är en enhjärtbladig växtart som beskrevs av William Bull. Kaempferia gilbertii ingår i släktet Kaempferia och familjen Zingiberaceae.
Artens utbredningsområde är Burma. Inga underarter finns listade i Catalogue of Life.